# Cratere Whipple
Whipple è un cratere lunare di 14,53 km situato nella parte nord-occidentale della faccia nascosta della Luna.